# Hormando Vaca Díez
Hormando Vaca Díez Vaca Díez (Santa Cruz de la Sierra; 30 de abril de 1949-Warnes, Bolivia; 9 de febrero de 2010) fue un político boliviano, presidente de la Cámara Baja y luego presidente del Senado de Bolivia. En la línea de sucesión del cargo dejado vacante por la renuncia de Carlos Mesa, declinó en medio de protestas contra él realizadas por influencias de Carlos Mesa y Evo Morales por su ambición a la presidencia, en un discurso televisado en el que afirmó que los recientes problemas, entre ellos la llamada Guerra del Gas, eran culpa de Mesa y Evo Morales. Murió el 9 de febrero de 2010, a causas de un paro cardíaco, en su propiedad rural ubicada en la localidad de Warnes, Santa Cruz.
Vaca Díez fue presidente del Senado y de la Cámara de Diputados, alto dirigente del MIR (Movimiento de Izquierda Revolucionario), periodista y asambleísta constituyente.
Fue el menor de 17 hermanos. La Cámara Alta de la República de Bolivia rindió un minuto de silencio en homenaje al político que es calificado por sus simpatizantes, como uno de los principales gestores del retorno de este país a la democracia a partir de 1982.
El año 2005, Vaca Diez fungió como presidente del Senado Nacional, y estuvo a punto de llegar a la presidencia de la República por sucesión constitucional, tras la renuncia del entonces presidente Carlos Mesa. No pudo cumplir su objetivo y finalmente fue el presidente de la Corte Suprema de Justicia, Eduardo Rodríguez Veltzé, quien asumió la primera magistratura.
Vaca Diez realizó su última actuación política al ser elegido Asambleísta Constituyente por el Movimiento Autonomista Andrés Ibáñez.
Como periodista y radialista es recordado por haber sido uno de los mejores dirigentes que tuvieron los trabajadores de la prensa cruceña. Su actuación como ejecutivo de la Prensa fue realizada durante años duros e intensos políticamente.
Entre sus principales logros figura la Ley 3015,  la cual dispone la Elección de Prefectos. promulgada el 8 de abril de 2005 como Presidente interino. El 17 de mayo de 2005 promulga la Ley de Hidrocarburos 3058,  la cual incrementa del 18% al 50% de los ingresos por hidrocarburos del Estado y los distribuye entre los Departamentos, municipios, universidades y pueblos indígenas, recursos con los que se paga bonos como la renta dignidad y el Bono Juancito Pinto.